# ماري هوفمان
ماري هوفمان (بالإنجليزية: Mary Hoffman)‏ هي كاتبة للأطفال وكاتِبة بريطانية، ولدت في 20 أبريل 1945 في المملكة المتحدة.

## وصلات خارجية
- الموقع الرسمي
- ماري هوفمان على موقع ديسكوغز (الإنجليزية)